# Buda (rejon postawski)
Buda (biał. Буда; ros. Буда) – wieś na Białorusi, w obwodzie witebskim, w rejonie postawskim, w sielsowiecie Kozłowszczyzna.
Dawnej Buda I i gajówka Buda.

## Historia
W czasach zaborów w granicach Imperium Rosyjskiego.
W dwudziestoleciu międzywojennym ówczesny folwark i gajówka leżały w Polsce, w województwie wileńskim, w powiecie duniłowickim (od 1926 postawskim), w gminie Łuck (od 1927 gmina Kozłowszczyzna).
Według Powszechnego Spisu Ludności z 1921 roku zamieszkiwało:
- folwark – tu 13 osób, wszystkie były wyznania rzymskokatolickiego i zadeklarowały polską przynależność narodową. Był tu 1 budynek mieszkalny[3]. W 1931 w 3 domach zamieszkiwało 18 osób[4].
- gajówkę – tu 8 osób, wszystkie były wyznania rzymskokatolickiego i zadeklarowały polską przynależność narodową. Był tu 1 budynek mieszkalny[3]. W 1931 w 1 domu zamieszkiwało 5 osób[4].

Miejscowość należała do parafii rzymskokatolickiej w Mosarzu. Podlegała pod Sąd Grodzki w Duniłowiczach i Okręgowy w Wilnie; właściwy urząd pocztowy mieścił się w Kozłowszczyźnie.
W 1938 roku miejscowość należała do gromady Borejki gminy Kozłowszczyzna.